# Gavia arctica

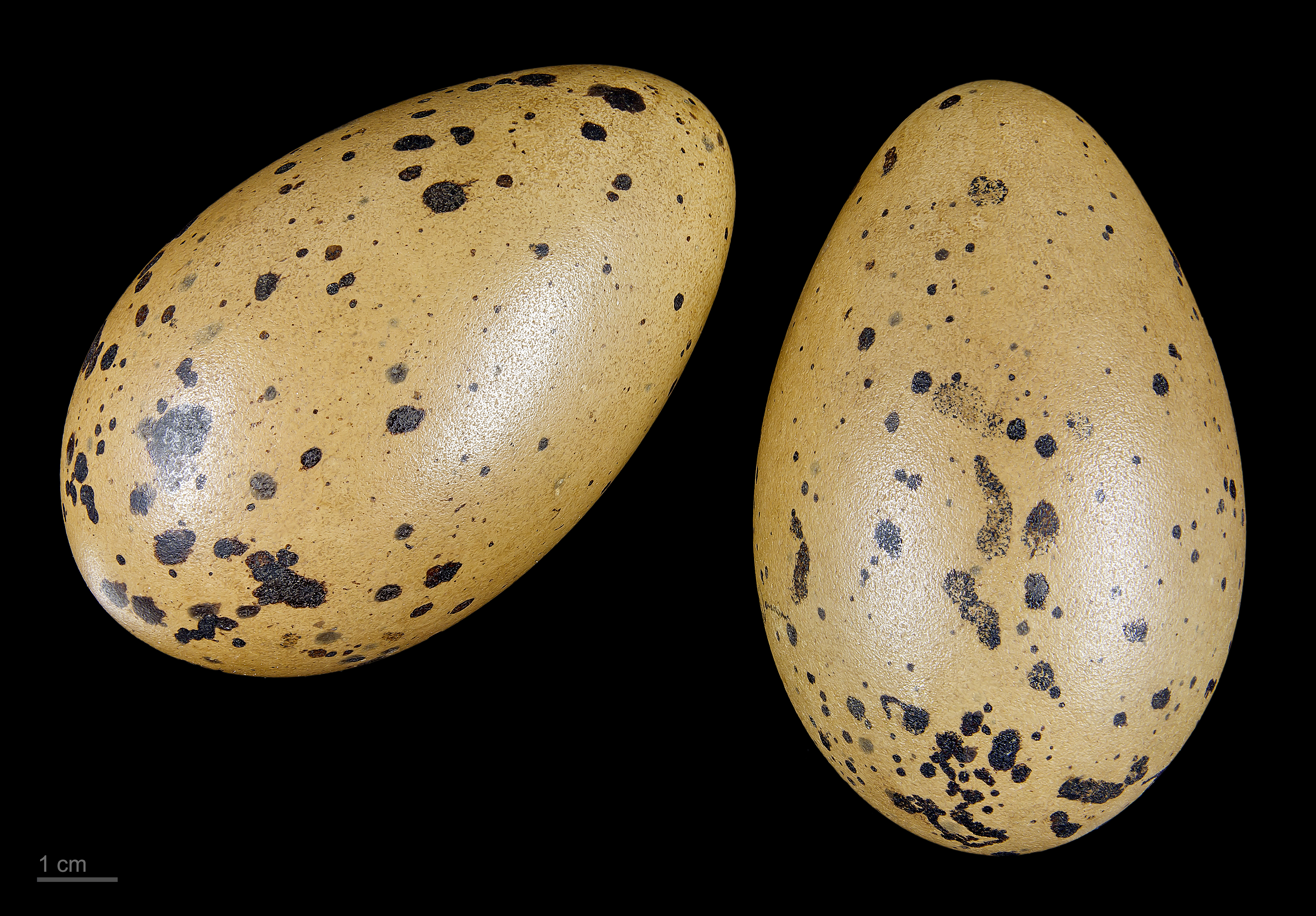
Uova di Gavia arctica

La strolaga mezzana (Gavia arctica  (Linnaeus, 1758)) è un uccello della famiglia Gaviidae, diffuso nella regione paleartica.

## Descrizione
Lunghezza: 58–70 cm.

Peso: 1300-3400 g (maschi più grandi delle femmine).

Apertura alare: 130 cm.
Presenta un becco orizzontale a pugnale. Come dimensioni è simile alla strolaga minore, ma in abito nuziale differisce da questa per gola nera e dorso bianco e nero e in abito invernale per la parte nera che arriva fino all'occhio e non si ferma sopra, il becco non all'insù, chiazze bianche sui fianchi e fronte leggermente spiovente. Il giovane ha la fronte spesso liscia, non ha chiazze bianche sul dorso e il becco ha tinte violacee. Dalla strolaga del Pacifico si distingue per la gola nera e non violastra in abito nuziale e in quello invernale. La specie americana non ha chiazze bianche visibili quando nuota. 
In Italia è svernante e migratrice regolare, soprattutto al nord nei laghi prealpini.

## Tassonomia
Sono state descritte due sottospecie:
- G. arctica arctica (Linnaeus, 1758) - diffusa nel paleartico occidentale, ad est sino al fiume Lena; d'inverno lungo le coste dell'Europa nord-occidentale, presente anche sul Mar Nero, il Mar Caspio e il Mar Mediterraneo. In Italia è svernante e migratrice regolare.
- G. arctica viridigularis Dwight, 1918 - chiamata strolaga mezzana siberiana, è diffusa in Siberia, ad est del fiume Lena; d'inverno sulla coste nord-occidentali dell'Alaska. G. a. viridigularis era considerata una specie separata quando fu descritta da Jonathan Dwight nel 1918, ma nel 1919 Arthur Cleveland Bent suggerì di spostarla nella sua attuale posizione come sottospecie.

La strolaga mezzana in precedenza era ritenuta conspecifica con la strolaga mezzana del Pacifico (Gavia pacifica), la quale era sua sottospecie ("G. arctica pacifica"), ma ora si considerano due specie distinte; non ci sono prove di incroci nelle aree di sovtapposizione dei due uccelli. Inoltre, la conformazione delle sacche d'aria nei polmoni delle due specie è significativamente diversa. Questa distinzione fu effettuata dall'AOU nel 1985.
La divisione tra queste due specie si fa risalire a circa 6,5 milioni di anni fa.